# Big Wreck
Big Wreck est un groupe américain de hard rock, originaire de Boston, dans le Massachusetts. En 2010, Ian Thornley et Brian Doherty se réunissent pour une tournée canadienne, jouant des morceaux de Big Wreck et Thornley. En 2012, sous le nom de Big Wreck, le groupe sort un troisième album, Albatross. Leur dernier album en date, Grace Street, est publié en février 2017.

## Historique

### Première période (1994–2002)
Ce groupe est à l'origine composé d'une bande d'amis, qui se sont rencontrés au Berklee College of Music, qui est situé à Boston. Formé par Ian Thornley, chanteur et guitariste, accompagné par Brian Doherty à la guitare, Dave Henning à la basse et Forrest Williams à la batterie, ils ont joué quelques années ensemble avant signer avec un contrat avec Atlantic Records.
En 1997, le groupe sort leur premier album In Loving Memory of.... Leur single The Oaf devient un succès dans le Top 10 des chansons de cette même année. Aux États-Unis, Blown Wide Open et That Song, n'étaient pas autant populaires que The Oaf, bien qu'ayant atteint les classements. Le groupe trouve un succès plus grand au Canada, atteignant quatre fois le top 10 du Canadian Singles Chart. Le groupe effectue une tournée de 17 dates en soutien à son album.
Le second album du groupe, The Pleasure and the Greed est sorti en 2001, mais n'a pas eu un aussi gros succès que leur premier album. Le groupe se sépare un an plus tard, en 2002, mais laisse sa marque avec deux albums aussi magnifiques l'un que l'autre. Ian Thornley revient à Toronto, en Ontario, puis forme le groupe Thornley. Brian Doherty est dans le groupe Death of 8. Les autres membres n'ont pas de nouveaux projets connus.

### Retour (depuis 2010)
En 2010, Ian Thornley et Brian Doherty reforment Big Wreck avec les musiciens du groupe Thornley, et publié en 2012 le troisième album du groupe, intitulé Albatross. En avril 2014, le groupe annonce la sortie de leur quatrième album studio, intitulé Ghosts, qui est publié au Canada, le 10 juin 2014.
En novembre 2016, Big Wreck sort un nouveau single, One Good Piece of Me, issu de son prochain album, Grace Street. Grace Street est publié le 3 février 2017.

## Discographie

### Albums studio
- 1997 : In Loving Memory of... (Atlantic/Warner)
- 2001 : The Pleasure and the Greed (Atlantic/Warner)
- 2012 : Albatross (Anthem Records)
- 2014 : Ghosts (Anthem Records)
- 2017 : Grace Street (Anthem Records)
- 2019 : But for the Sun (Thorn In My Side Publishing Inc.)

### Singles
- 1997 : The Oaf
- 1998 : That Song
- 1998 : Blown Wide Open
- 1998 : Under the Lighthouse
- 2001 : Inhale
- 2001 : Ladylike
- 2001 : Knee Deep
- 2011 : Albatross
- 2011 : Ghosts